# Monticelli d'Oglio
Monticelli d'Oglio (Montezèi in dialetto bresciano) è una frazione del comune di Verolavecchia in provincia di Brescia.
Noto fino ai primi dell'Ottocento come Monticelli de Griffi, fu comune autonomo sino al 1842.

## Geografia fisica

### Idrografia
La sua posizione sorge su un'altura in riva al fiume Oglio.
Il territorio di Monticelli è inoltre irrigato dalla roggia Provaglia, un canale realizzato nel XV sec. dai nobili Provaglio per irrigare il feudo di Monticelli. La roggia Provaglia delimita inoltre il confine tra Monticelli d'Oglio e Quinzano d'Oglio. Sono inoltre presenti la roggia Arrivabene e la roggia del Mulino.

## Storia
Sul territorio di Monticelli d'Oglio sono state trovate tracce di insediamenti umani sin dall'Età del Bronzo confermati da numerosi reperti archeologici trovati nei pressi del fiume e nelle colline adiacenti.
Il primo documento attestante un insediamento nei pressi di Monticelli d'Oglio è una bolla imperiale risalente al 1022, con la quale l'imperatore Enrico II mise sotto la sua protezione la vedova Gonfalda con il figlio Ruggero e tutti i loro beni collocati nel bresciano a Monticelli, a Bergamo e a Lodi.
Ruggero che si professava di legge e nazione longobarda, nel 1037 vendette sia il castello che la chiesa di Monticelli. Dopo vari passaggi di proprietà, Monticelli entro in possesso della famiglia Griffi la quale darà poi il nome in Monticelli de Griffi che resterà in uso fino a fine ottocento.
Il comune ebbe una certa importanza strategica grazie alla sua posizione lungo il corso dell'Oglio, dove nacque un porto volto all'attraversamento del corso d'acqua che fungeva da confine tra i contadi di Brescia e di Cremona, e alla presenza del Castello, fortificato per difendere il centro abitato dalla vicina Monasterolo, sorta lungo l'altra sponda del fiume e anch'essa munita di un Castello. Nel 1308 i comuni di Brescia e Cremona firmarono un trattato di pace proprio all'interno della fortezza di Monticelli.
I Griffi governarono su Monticelli fino al 1411, anno in cui Pandolfo Malatesta come punizione verso i Griffi sostenitori dei suoi avversari, li imprigionò e vendette il feudo ed i loro beni ai nobili Provaglio, suoi alleati, i quali ne restarono proprietari per oltre quattro secoli.
A Monticelli nel 1815 venne firmato uno dei primi patti colonici del bresciano.
Nel 1842 le autorità austriache decisero, in contrasto con la popolazione ed i nobili locali, l'aggregazione con il comune di Verolavecchia.

### Proprietà nobiliare

#### Epoca napoleonica
- Famiglia Provaglio 5873,98 pertiche

#### Epoca austriaca
- Conti Martinengo da Barco 1922,28 pertiche.[5]
- Conte Johann Emanuel Joseph von Khevenhüller-Metsch 5758,42 pertiche

## Monumenti e luoghi d'interesse

### Architetture religiose

#### La chiesa di Parrocchiale di San Silvestro (già Santa Croce)
Nel 1486 sorse la chiesa di Monticelli chiamata
inizialmente di Santa Croce e poi di San Silvestro, come la vecchia chiesa del cimitero,
ricorda il monastero Benedettino di Nonantola. Fu in quegli anni che la
parrocchia si rese indipendente dalla Pieve di Santa Maria di Quinzano. All'interno, oltre ai
due altari lignei con statue rispettivamente del Sacro Cuore e della Madonna
del Rosario, si conserva una pala del Rosario del XVII secolo. La pala dell'altare
maggiore, opera di Ottavio Amiconi, raffigura il cielo ed i Santi Antonio da
Padova, Carlo Borromeo, Silvestro Papa e Rocco.
La facciata attuale risale al XVIII secolo. I lati est e ovest sono completati da bassi portici a quindici
arcate, mentre il lato lungo con tredici arcate, è formato da due edifici
separati dall'antica strada d'ingresso, forse il decumano della costruzione
romana.

#### La chiesa cimiteriale di San Silvestro
La chiesa cimiteriale fu per molto tempo l'antica chiesa parrocchiale di Monticelli, sorge fuori dal centro abitato, in piena campagna.
A fianco della chiesa sorge il cimitero comunale, e in passato sorgeva anche la casa di un eremita, che provvedeva alla custodia della stessa.

#### Chiesa di Santa Barbara
Precedentemente dedicata come le altre chiese di Monticelli a San Silvestro, verrà in seguito dedica a Santa Barbara.
Posta all'interno del castello, verrà distrutta durante la demolizione di una parte del castello.

#### Chiesa di S. Maria Elisabetta
Annotata in alcuni documenti la presenza di una chiesa dedicata a Santa Maria Elisabetta, successivamente distrutta, al suo posto è stata eretta un'edicola dedicata alla Madonna, ed è posta in località Madonnina.

#### Santelle
Nel territorio di monticelli sono presenti 4 santelle, di epoche diverse.

### Architetture civili

#### Palazzo Greppi-Gironda già Provaglio
Edificato dai nobili Provaglio conti di Monticelli e di Meduna intorno al 1650, passerà poi di proprietà dei Greppi e poi del conte Gironda, di cui ancora mantiene il nome.

#### Il mulino di Monticelli
Il mulino di Monticelli sorge ad est del centro abitato e si affaccia sulla Via Francesca. Già presente nel XV secolo, ha subito nel corso dei secoli numerosi interventi, il più rilevante nell'Ottocento, quando venne abbattuta una parte del castello di Monticelli ed i materiali vennero poi reimpiegati per l'ampliamento e la trasformazione del mulino, che lo portò ad assumere uno stile neogotico.

#### La Filanda
Nel XIX secolo era presente una filanda, posta ad est dell'attuale Palazzo Gironda, per un periodo è stata amministrata anche dalla famiglia Borromeo di Milano, per poi venire abbandonata nel Novecento. Attualmente è stata riconvertita in abitazione privata.

#### Il porto
Non è un porto fluviale come lo si potrebbe intendere bensì un traghetto che consentiva a persone, merci ed animali di attraversare il fiume Oglio. Il porto inoltre serviva da collegamento tra l'abitato di Monticelli e quello di Monasterolo. Al tempo il controllo di tale porto costituiva un privilegio, perché da esso provenivano ricavi dai pedaggi e il controllo degli attraversamenti tra l'allora Repubblica di Venezia e il Ducato di Milano.
Altri porti erano presenti ad Acqualunga, Villagana, di proprietà della famiglia Martinengo, e Pontevico, quest'ultimo soprannominato Portus Brixianus in quanto punto d'arrivo delle merci dirette a Brescia.

#### La ghiacciaia
Costruita nella seconda metà del XIX secolo nei pressi del porto, aveva lo scopo di conservare il pesce pescato nel fiume e nell'adiacente laghetto ora scomparso. Questa ghiacciaia non è la sola all'interno del territorio comunale di Verolavecchia, tanto che nei pressi della località Scorzarolo ne sia presente un'altra più antica.

### Architetture militari

#### Il castello di Monticelli
Il castello di Monticelli esisteva già dal X secolo ed era stato probabilmente edificato dalle monache di Santa Giulia. In seguito venne quasi completamente assegnato a feudatari, infatti il feudalesimo era molto diffuso nella Bassa Bresciana. Il primo documento in cui si nomina il castello è del 1022 quando l'imperatore Enrico II discese in Italia per la terza volta e mise sotto la sua protezione con un apposito diploma la vedova Gonfalda e il figlio Ruggero con tutti i loro beni tra cui Monticelli D'Oglio. La protezione imperiale era solo indirettamente un privilegio, in realtà il sovrano cercava di salvaguardare i suoi interessi impedendo ai feudatari di impossessarsi di feudi minori accrescendo il proprio. Il castello di Monticelli cambiò numerose volte il suo proprietario finché nel 1106 andò in eredità ai Martinengo. Il castello di Monticelli venne fortificato per contrastare quello di Monasterolo. Monticelli e Villanuova furono coinvolti direttamente in tutti i conflitti che si videro intorno a Quinzano e Pontevico. Il 7 luglio 1308 Monticelli fu sede di un importante fatto storico: le città di Cremona e
Brescia proclamarono la pace. Sotto il dominio di Pandolfo Malatesta, i ghibellini cercarono alleanze per impadronirsi del potere, ma il loro piano non si realizzò e vennero uccisi o spodestati dai loro averi. Tra quei ghibellini vi erano alcuni feudatari del castello di Monticelli. L'11 febbraio 1411 Pandolfo Malatesta vendette il castello alla famiglia Provaglio che ne fu proprietaria per 400 anni.

## Cultura e tradizioni
Citato in una raccolta di Canti e Poesie è quello dell'Amùrada:
per te murina g'oi trèsca la fànga
g'oi trèsca la fànga g'oi trèsca le pòce
per te murina g'oi le scarpe ròte»
(da "Amur amur amur amuranda", Canto d'amore, Monticelli d'Oglio)

## Società
Abitanti censiti

## Curiosità
L'ex comune di Monticelli d'Oglio fu l'unico comune nella provincia di Brescia in cui la totalità del territorio era di proprietà di due sole persone (Conte Provaglio e Conte Martinengo da Barco).